# Лимарівка (Біловодська селищна громада)
Ли́марівка — село в Україні, у  Біловодській селищній громаді Старобільського району Луганської області. Населення становить 351 осіб. До 2017 року орган місцевого самоврядування — Кононівська сільська рада.

## Населення
За даними перепису 2001 року населення села становило 351 особу, з них 94,87% зазначили рідною мову українську, а 5,13% — російську.